# ديريك جونسون (ناشط)
ديريك جونسون، محامٍ أمريكي وناشط إنساني. يشغل منصب الرئيس التاسع عشر والرئيس التنفيذي للجمعية الوطنية للنهوض بالملونين. كان قد شغل سابقًا منصب رئيس فرع ولاية مسيسيبي، ونائب رئيس مجلس الإدارة. جونسون هو مؤسس مجموعة مسيسيبي غير الربحية وان فويس، والتي تهدف إلى تحسين نوعية الحياة للأميركيين الأفارقة من خلال المشاركة العامة.

## نشأته وتعليمه
ولد جونسون في ديترويت. التحق بكلية توغالو، ثم درس القانون في كلية الحقوق بجنوب تكساس، حيث حصل على الدكتوراه في القانون.

## الجمعية الوطنية للنهوض بالملونين
الجمعية الوطنية للنهوض بالملونين هي منظمة للحقوق المدنية في الولايات المتحدة، تأسست عام 1909 كمحاولة ثنائية العرق لتعزيز العدالة للأمريكيين الأفارقة من قبل مجموعة تضم و. ي. ب. دو بوا وماري وايت أوفينغتون ومورفيلد ستوري وإيدا ب. ويلز.
في الجمعية الوطنية للنهوض بالملونين، يعمل ديريك جونسون عن كثب مع الطاقم الوطني، بما في ذلك تيفاني دينا لوفتين، المديرة الوطنية لشعبة الشباب والكلية في الجمعية.

### جوائز الصور للجمعية الوطنية للنهوض بالملونين
في حفل توزيع جوائز الجمعية الوطنية للنهوض بالملونين للصور لعام 2020، الذي استضافته بي إي تي، قبلت ريهانا جائزة الرئيس من ديريك جونسون. صرح جونسون بأن «ريهانا لم تتمتع فقط بمهنة رائدة كفنانة وموسيقية، ولكنها أيضًا ميزت نفسها كموظفة عامة ممتازة. من إنجازاتها التجارية من خلال فينتي، إلى سجلها الهائل كناشطة ومُحسنة، تجسد ريهانا نوع الشخصية والنعمة والتفاني من أجل العدالة التي نسعى إلى إبرازها في جائزة رئيسنا».

### إعادة التصور لرؤية الجمعية الوطنية للنهوض بالملونين
في بيان، أعلنت الجمعية الوطنية للنهوض بالملونين أن الرئيس جونسون قد انتُخب رئيسًا لتوجيه الجمعية خلال فترة إعادة التصور والتنشيط.
في 30 يونيو 2020، وبدعم من العمدة موريل بوزر، أعلنت الجمعية الوطنية للنهوض بالملونين عن خططها لنقل مقرها الرئيسي من بالتيمور إلى العاصمة واشنطن. نقل الراديو الوطني العام قول موريل بوزر، عمدة مقاطعة كولومبيا، إن الخطة هي انتقال الجمعية الوطنية للنهوض بالملونين إلى ممر يو ستريت التاريخي بالمدينة.

### انتخابات عام 2020
في مقابلة مع مجلة جي كيو، أعرب ديريك جونسون أن الجمعية الوطنية للنهوض بالملونين لا تؤيد المرشحين الرئاسيين. صرَّح جونسون: «نحن لا نؤيد المرشحين أو الأحزاب السياسية. سأتبنى الحاجة إلى زيادة إقبال الناخبين في مجتمع السود، ثم نسمح للناخبين بتحديد الخيارات في ورقة الاقتراع، أي مرشح سيختارون». في 10 يونيو 2020، استضافت الجمعية الوطنية للنهوض بالملونين اجتماع في قاعة بلدية افتراضية مع نائب الرئيس السابق جو بايدن.
عندما سئل الرئيس جونسون عن ترامب، قال: «في حياتي، لم أرى رئيسًا واحدًا سيئًا مثل ترامب. لم أحدد موقفي بين ما إذا كان ترامب ذو نية خبيثة، أو عديم كفاءة، أو له وجهة نظر ضيقة جدًا وقصيرة للعالم، وكونه شخص نرجسي... لم نر في حياتي أي شخص يركز بشكل ضيق على الأنا الشخصية وليس ما يخدم المصلحة العامة للمواطنين. يوجد شيء واحد أن نختلف بشأن السياسة العامة والسياسة الضريبية؛ عند ترامب شيء مختلف تمامًا يدمر الإيمان في النظام وبالطريقة التي يعمل بها».

### مقابلة جيمي فالون
في 1 يونيو 2020، انضم الرئيس جونسون إلى جيمي فالون في برنامج تونايت شو. في المقابلة، اعتذر فالون عن ارتداء الوجه الأسود في رسم قديم من برنامج ليلة السبت ظهر مرة أخرى. عبر جيمي فالون: «الصمت هو أكبر جريمة يرتكبها رجل أبيض مثلي ومثل البقية، التزام الصمت. نحتاج إلى قول شيء ما، نحتاج إلى الاستمرار في قول شيء ما، وعلينا أن نقول هذا ليس جيد أكثر من يوم على تويتر». ردًا على الاعتذار، أشار ديريك جونسون إلى أن «هذا كان قويًا، ولكن الأهم من ذلك، أن هذا يتعلق بالشجاعة... في هذا الوقت الذي يبحث فيه العديد من الأشخاص عن إجابات وإظهار الغضب واليأس والتجول، يحتاج المزيد من الناس إلى التحدث عن مكانهم وإنهم يتمتعون بصوت أصيل حقًا. وأعتقد أنك فعلت ذلك في الافتتاحية». أضاف ديريك جونسون لاحقًا: «لقد ولدنا جميعًا معيبين، لكن المعيب هو جزء من الرحلة التي نقطعها للوصول إلى الكمال. إذا كان بإمكان أي شخص الوقوف والقول لم أخطئ، ابتعد عنه، لأنه شخص كاذب».